# باکالی (شهرستان باکالینسکی، باشقیرستان)
باکالی (به لاتین: Bakaly) یک روستا در روسیه است که در باشقیرستان واقع شده‌است.